# ジャメイン・ディクソン
ジャメイン・ディクソン（Jermaine Dixon、1987年4月15日 - ）は、アメリカ合衆国メリーランド州出身のプロバスケットボール選手である。兄は元NBA選手のフアン・ディクソン。

## 来歴
ピッツバーグ大学を卒業後、サラエボのASA BH テレコム サラエボを経て2010年10月に日本プロバスケットボールリーグ（bjリーグ）の浜松・東三河フェニックスに加入。背番号は9。チームの2010-11シーズン東地区首位独走に貢献していたが、2011年3月11日に発生した東日本大震災が原因で離脱した。
2010-11シーズン開幕直後の2011年10月、浜松に再加入。11月には月間1試合平均18.6得点、6.1リバウンド、4.9アシストをマークして月間MVPを受賞。この他、2012年2月25日、26日開催の大阪エヴェッサ戦では両日とも25得点の活躍で週間MVPを受賞。チームの東地区1位に貢献してベスト5に選出された。プレイオフでもファイナルに進出しての準優勝に貢献した後、ドイツのMLPヘイデルバーグに移籍。
2012-13シーズン開幕後の12月に群馬クレインサンダーズと契約。背番号は1。シーズン終了をもって契約満了。
2013-14シーズン開幕後の10月18日、浜松・東三河フェニックスに復帰。背番号は0。
2014-15シーズンは信州ブレイブウォリアーズに移籍。背番号3。11月7日に退団。2015年2月に富山グラウジーズと契約し、シーズン終了まで在籍。

## 成績
| シーズン         | チーム | GP | GS | MPG   | FG%  | 3P%  | FT%  | RPG  | APG  | SPG  | BPG  | TO   | PPG   |
| ---------------- | ------ | -- | -- | ----- | ---- | ---- | ---- | ---- | ---- | ---- | ---- | ---- | ----- |
| bjリーグ 2010-11 | 浜松   | 32 | 31 | 21.03 | .451 | .259 | .714 | 3.19 | 4.28 | 1.44 | 0.16 | 2.13 | 12.25 |
| bjリーグ 2011-12 | 浜松   | 48 | 48 | 28.81 | .403 | .250 | .695 | 4.83 | 5.23 | 1.81 | 0.15 | 2.79 | 17.88 |
| bjリーグ 2012-13 | 群馬   | 36 |    |       |      |      |      |      |      |      |      |      |       |
| bjリーグ 2013-14 | 浜松   |    |    |       |      |      |      |      |      |      |      |      |       |
| bjリーグ 2014-15 | 信州   | 7  | 1  | 17.9  | .239 | .200 | .714 | 2.9  | 4.7  | 1.3  | 0    | 1.1  | 6.6   |
| bjリーグ 2014-15 | 富山   | 18 |    |       |      |      |      |      |      |      |      |      | 3.4   |